# Casalba
Casalba (Casàvërë in dialetto locale) è una piccola frazione a sud di Macerata Campania, con circa 400 abitanti. Confina con il comune di Portico di Caserta e dista 2 km dall'altra frazione di Macerata Campania, Caturano, e circa 500 m dalla sede comunale.

## Storia
La storia e le origini sono collegate a quelle del proprio comune e a quelle di Capua Antica. Fino al 1811 Casalba aveva una propria amministrazione. Da quel momento in poi, però, esso si è fuso con il comune di Macerata Campania, pur mantenendo una sua cultura e una sua tradizione.

Dal 1º gennaio 1929, per disposizione del Regio Decreto n. 2548 del 18 ottobre 1928, a seguito della soppressione della Provincia di Terra di Lavoro, il Comune di Macerata Campania e il vicino Comune di Portico di Caserta furono riuniti in un unico Comune che prese la denominazione di Casalba, dal nome dell'antica frazione di Macerata, con sede municipale a Macerata Campania e inserito nella Provincia di Napoli. Successivamente, con Decreto Legislativo Luogotenenziale n. 192 del 29 marzo 1946, si dispose la ricostituzione dei due Comuni, Portico di Caserta e Macerata Campania, e dal 30 giugno 1946 essi riacquistarono la propria autonomia e il territorio pertinente e inseriti nella neonata Provincia di Caserta.

## Monumenti e luoghi di interesse
Parrocchia di Santa maria delle Grazie edificata nel 1607, costruita su una già preesistente data attorno al XVI secolo.

## Festività
Nei giorni 1, 2 e 3 luglio arrivano i festeggiamenti nella piccola frazione. Il giorno più importante è il secondo, qui la statua della Madonna delle Grazie è portata in giro per il paese, accompagnata da banda musicale e fuochi d'artificio, fermandosi in ogni strada della località.